# Aragão
Aragão é uma comunidade autónoma espanhola resultante do reino histórico homónimo situada no nordeste da Península Ibérica. Geograficamente compreende o médio vale do Rio Ebro, os Pirenéus centrais e as Serras Ibéricas. Limita a norte com as regiões francesas da Occitânia e Nova Aquitânia, a oeste com Castela e Leão, Castela-Mancha, Rioja e Navarra, e a este com a Catalunha e a Comunidade Valenciana.
O Reino de Aragão, juntamente com o Principado da Catalunha, os reinos de Valência e Maiorca e outros territórios franceses, italianos e gregos formaram, durante séculos, a histórica Coroa de Aragão. Nela, o reino manteve a sua independência, instituições, foros e direitos até ao advento da Guerra da Sucessão Espanhola do século XVIII. Por estas razões, o seu Estatuto de Autonomia inclui a sua classificação enquanto nacionalidade histórica.
Organizada como comunidade autónoma desde 1978, está dividida em três províncias, Osca, Teruel e Saragoça (onde se localiza a capital homónima) e 33 comarcas. A sua área é a quarta maior do estado espanhol, com 47 719 km². É uma das comunidades menos densamente povoadas do país, com 1 308 750 habitantes dos quais metade se concentra na cidade de Saragoça. Os festejos do Dia de Aragão decorrem a cada 23 de abril, quando se celebram também as festividades em honra de São Jorge. Em termos económicos, possui um produto interno bruto cinco décimas inferior ao nacional e um PIB per capita superior ao de Espanha em cerca de dez pontos.
É uma comunidade autónoma com grande diversidade linguística, na qual predominam as variedades aragonesas da língua castelhana, com características lexicais e entonacionais próprias herdadas da língua aragonesa, outrora falada em todo o território. Considerada como a língua original, própria e histórica de Aragão, é ainda falada nalgumas zonas do centro e norte da província de Huesca e no extremo norte-ocidental da de Saragoça. O idioma catalão é a língua vernacular do extremo oriental da comunidade, numa zona denominada de Faixa de Poente ou de Aragão. Apesar disto, apenas a língua castelhana possui estatuto de oficialidade não obstante o reconhecimento das anteriores.

## História
O Reino de Aragão, junto com o Condado de Barcelona (Catalunha) formava a Coroa de Aragão no século XII, ainda que permanecesse totalmente independente conservando todas as suas instituições, foros e direitos até à Guerra da Sucessão Espanhola no século XVIII.

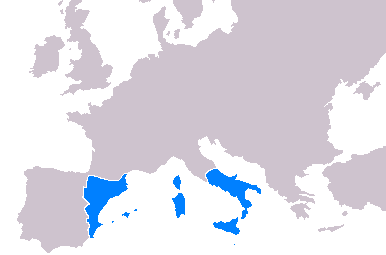
A Coroa de Aragão no século XV.

Com o casamento do conde Raimundo Berengário IV (do Condado de Barcelona) com Petronila de Aragão (do Reino de Aragão) formou-se a Coroa de Aragão. A expansão da Coroa de Aragão iniciou-se com a conquista das cidades de Lérida, Tortosa, Reino de Maiorca (nas ilhas Baleares), Reino de Valência (que permaneceu com corte própria), Reino da Sicília, Minorca (nas Ilhas Baleares), Reino da Sardenha.
Até às primeiras décadas do século XIV, a coroa teve o seu apogeu, que que começou a mudar com o surgimento de catástrofes naturais, crises demográficas, recessão da economia catalã, o surgimento de tensões sociais e a crise de sucessão (o Rei Martin I não deixou sucessor nomeado). Em 1443, após a conquista do Reino de Nápoles a crise agravou-se. Em 1469, o Rei Fernando II de Aragão casou-se com Isabel I de Castela, o que conduziu a uma união dos dois reinos e à formação de uma monarquia espanhola.
Desde 1978, Aragão é uma comunidade autónoma espanhola, composta pelas províncias de Huesca, Teruel e Saragoça. A sua capital é a cidade de Saragoça. Desde 2 de Agosto de 1999, Marcelino Iglesias Ricou é o presidente de Aragão.

## Demografia
Aragão conta com 1 277 471 habitantes (segundo o Instituto Nacional de Estatística da Espanha — INE de 2006), dos quais 50,8% vivem na capital, Saragoça, única cidade da região que ultrapassa os 50 000 habitantes. O resto do território apresenta uma ocupação pequena. Aragão com 26,8 hab/km², é a segunda comunidade autónoma da Espanha com menor densidade populacional, sendo só ultrapassada por Castilla-La Mancha.
Segundo o recenseamento de 1991, a região contava com 1 221 546 habitantes, ou seja 3,10% da população nacional e uma densidade de 25,6 habitantes/km². Desde então, a população tem crescido a um ritmo inferior à da média espanhola.
A proporção de estrangeiros residentes quando do recenseamento de 2006 era de 8,25%, proporção ligeiramente inferior à média nacional (9,27%).
| População   | 880 643   | 912 711   | 952 743   | 997 154   | 1 031 559 | 1 058 806 | 1 094 002 |
| Percentagem | 5,69%     | 4,90%     | 4,77%     | 4,66%     | 4,36%     | 4,07%     | 3,89%     |
|             | 1960      | 1970      | 1981      | 1991      | 1996      | 2001      | 2006      |
| População   | 1 105 498 | 1 152 708 | 1 213 099 | 1 221 546 | 1 187 546 | 1 199 753 | 1 277 471 |
| Percentagem | 3,61%     | 3,39%     | 3,21%     | 3,10%     | 2,99%     | 2,92%     | 2,86%     |

## Geografia

### Situação
Situada no noroeste da Península Ibérica, a comunidade autónoma de Aragão insere-se numa latitude entre os 39º e 43º' N. A sua superfície totaliza 47 719,2 km², distribuídos de forma relativamente uniforme pelas três províncias. A maior delas corresponde a Saragoça (com 17 274,3 km²), seguida de Huesca (15 636,2 km²) e Teruel (14 808,7 km²). No conjunto de Espanha, é a quarta maior comunidade autónoma, precedida por Castela e Leão, Andaluzia e Castela-Mancha.
Os seus limites são, a norte, com as regiões francesas da Occitânia e Nova Aquitânia; a leste com as províncias catalãs de Lérida e Tarragona e valencianas de Castelló e Valência; a oeste com as províncias castelhanas de Cuenca, Guadalaxara e Sória e com as comunidades da Rioja e Navarra.

### Relevo

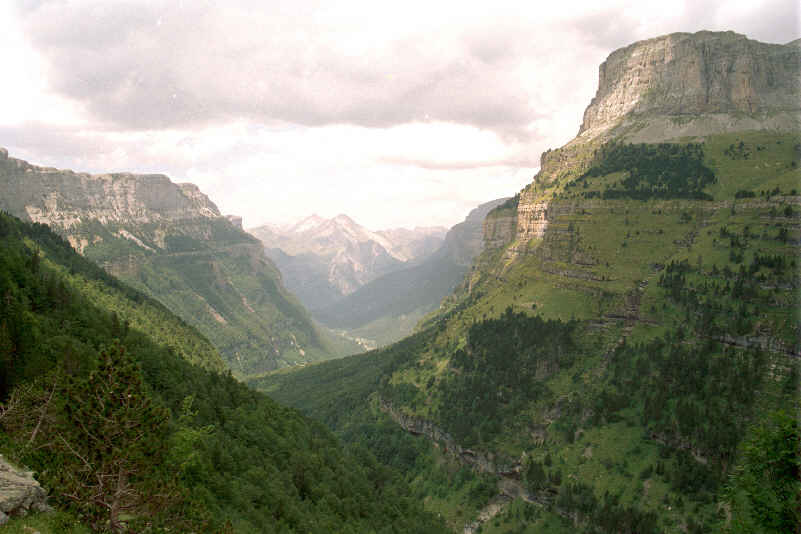
Vale de Ordesa.

A orografia da comunidade tem como eixo central o vale do rio Ebro (altitudes entre 150 e 300 m), que transita entre os sopés (somontanos) de duas grandes cadeias montanhosas. Os Pirenéus, a norte, separam Espanha e França; enquanto que a sul se desenvolve o Sistema Ibérico. É em Aragão que se situam os cumes mais altos de ambas as cordilheiras: o Aneto (3404 m) e o Moncaio (2314 m), respetivamente.
O Pirenéu aragonês abrange o norte da província de Huesca e dispõe-se longitudinalmente em três grandes unidades: o Alto Pirenéu, a Depressão Intrapirenaica e as Serras Exteriores. O Alto Pirenéu compõe-se, por sua vez, pelo Pirenéu Axial e pelas Serras Interiores.
O Pirenéu Axial é formado pelos materiais mais antigos: granitos, quarzo, piçarras e calcários, sendo aí que se encontram os pontos mais altos da cordilheira (Aneto, Maladeta e Perdigueiro). No Prepirenéu interior, composto por rochas mais recentes (calcários), existem também grandes montanhas como o Monte Perdido, Collarada e Tendeñera. Os principais vales, formados pelos rios que ali nascem, são os de Ansó (rio Veral), Echo (rio Aragón Subordán), Canfranc (rio Aragão), Tena (rio Gállego) e Broto-Ainsa-Benasque (rios Ara, Cinca e Ésera).
A Depressão Intrapirenaica é um amplo corredor perpendicular, cujo limite meridional corresponde aos relevos de São João da Penha (1552 m) e Penha Oroel (1769 m), modelados sobre conglomerados da Formação Campodarbe.
As Serras Exteriores prepirenaicas encontram-se no somontano oscense e constituem a unidade mais meridional dos Pirenéus. São formadas por materiais predominantemente calcários, alcançando alturas dentre 1500 e 2000 metros. Destaca-se a serra de Guara, uma das mais importantes do prepirenéu espanhol, chegando aos 2077 metros.

### Clima e vegetação

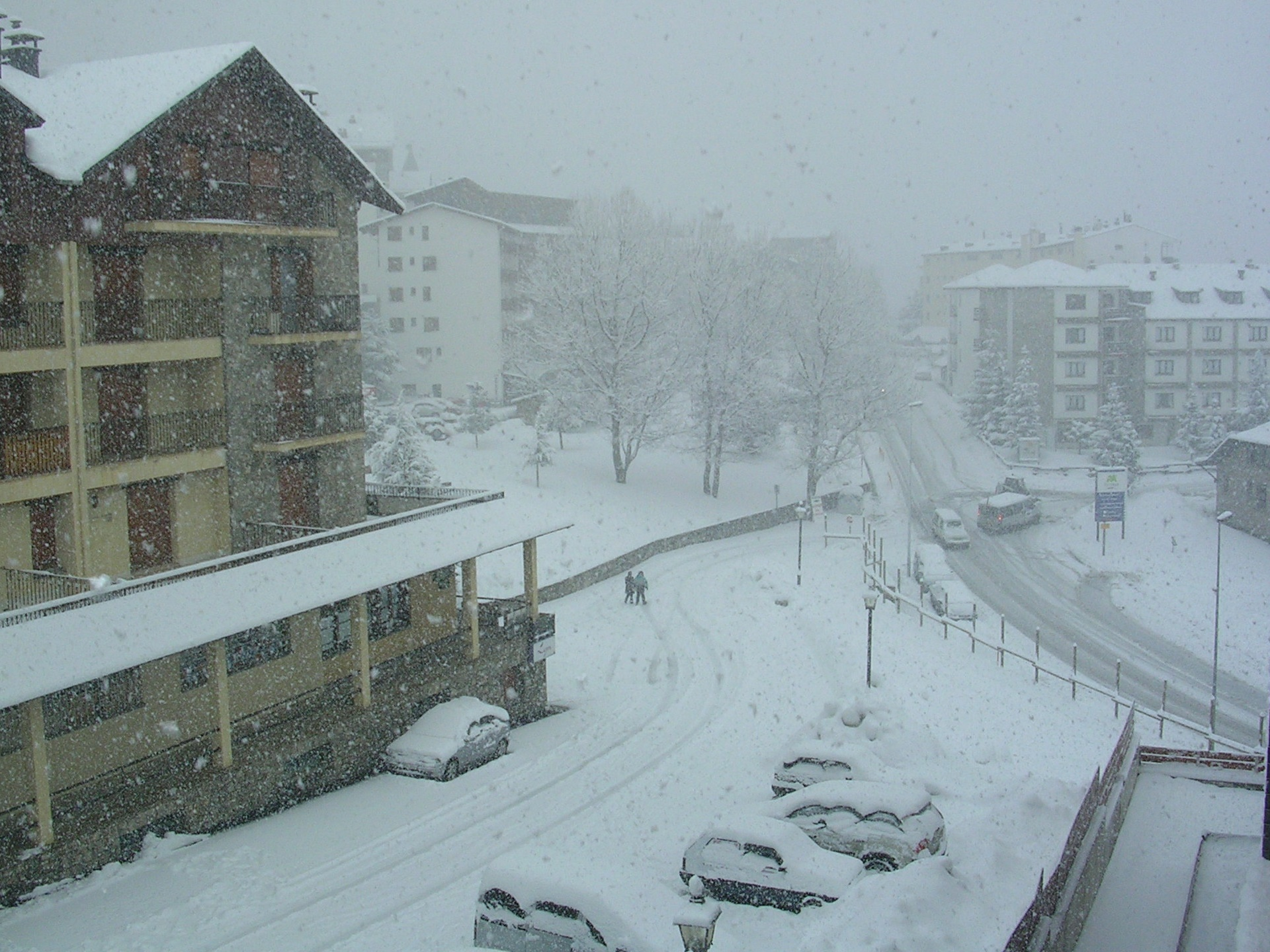
Formigal (Huesca) no inverno.

Ainda que o clima de Aragão possa se considerar, em geral, como intermediário entre mediterrâneo e continental, sua irregular orografia faz que se criem climas ou microclimas muito distintos. Desde o alto da montanha, com gelo perpétuo (glaciares), até zonas desérticas como os Monegros passando pelo clima continental intenso da zona de Teruel-Daroca. As temperaturas médias são muito dependentes da altitude. No vale do Ebro os invernos são relativamente suaves e as temperaturas no verão podem alcançar os 40 °C. Nas zonas de montanha os invernos são mais longos e as temperaturas médias podem ser negativas.
A vegetação segue as oscilações do relevo e do clima. Existe uma grande variedade. Nas zonas altas pode-se encontrar bosques e prados enquanto que as zonas do vale do Ebro estão sendo exploradas pelo uso agrícola.

### Hidrografia

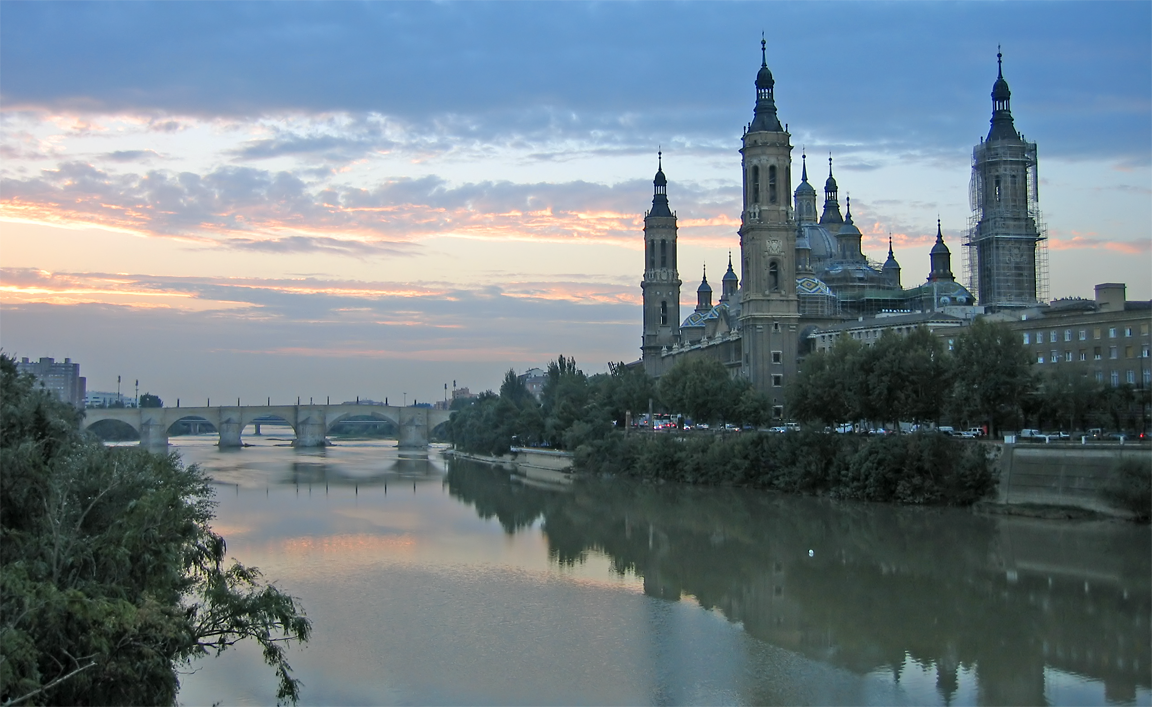
O rio Ebro em Saragoça.

A maior parte dos rios aragoneses são afluentes do Ebro, que é o mais caudaloso da Espanha e divide em dois a comunidade. Dos afluentes da margem esquerda do rio, com origem nos Pirenéus, destacam-se o rio Aragão, que nasce em Huesca mas desemboca na comunidade de Navarra, os rios Gálego e Cinca, os quais se unem ao Segre justo antes de desembocar no Ebro à altura de Mequinenza. Na margem direita destacam-se o Jalón, o Huerva e o Guadalupe.

## Línguas

Distribuição das três línguas no território aragonês.

Em Aragão se fala o espanhol em todo seu território e é seu idioma oficial, como no resto da Espanha. Entretanto há em algumas zonas algumas variantes do aragonês e em uma estreita faixa (conhecida como Faixa de Aragão) se fala o catalão:
- O aragonês é falado em pequenas localidades de Huesca, e poucos lugares de Saragoça, La Rioja, Navarra e Teruel. Esta língua é considerada pela União Europeia como língua minoritária que corre risco de desaparecer. Depois do fim da ditadura, se tem tentado recuperar esta língua com a criação de escolas e associações e com a realização de um congresso de Aragonês. O primeiro Congresso de Aragonês se realizou em 1986 e o segundo em 2006 com o objetivo de criar normas comuns devido às variedades existentes nesta língua.
- O catalão fala-se em algumas comarcas da parte oriental de Aragão, que formam a chamada franja de Levante. Esta língua, tal como a aragonesa, está à espera da Lei de Línguas para ter reconhecimento em Aragão, ainda que esteja normalizada, existe a possibilidade de obter na educação pública aragonesa. Em 1 de fevereiro de 1984, os prefeitos dos municípios da região catalã de Aragão se reuniram com o Ministro da Cultura do Governo de Aragão, José Bada Paniello, no Castelo de Mequinenza. Nesta sessão de trabalho foi elaborado o documento conhecido como a Declaração de Mequinenza, que deu origem ao acordo assinado entre o Governo de Aragón e o Ministério da Educação e Ciência para poder implementar o tema voluntário do catalão nos centros educativos dos municípios.

## Esportes

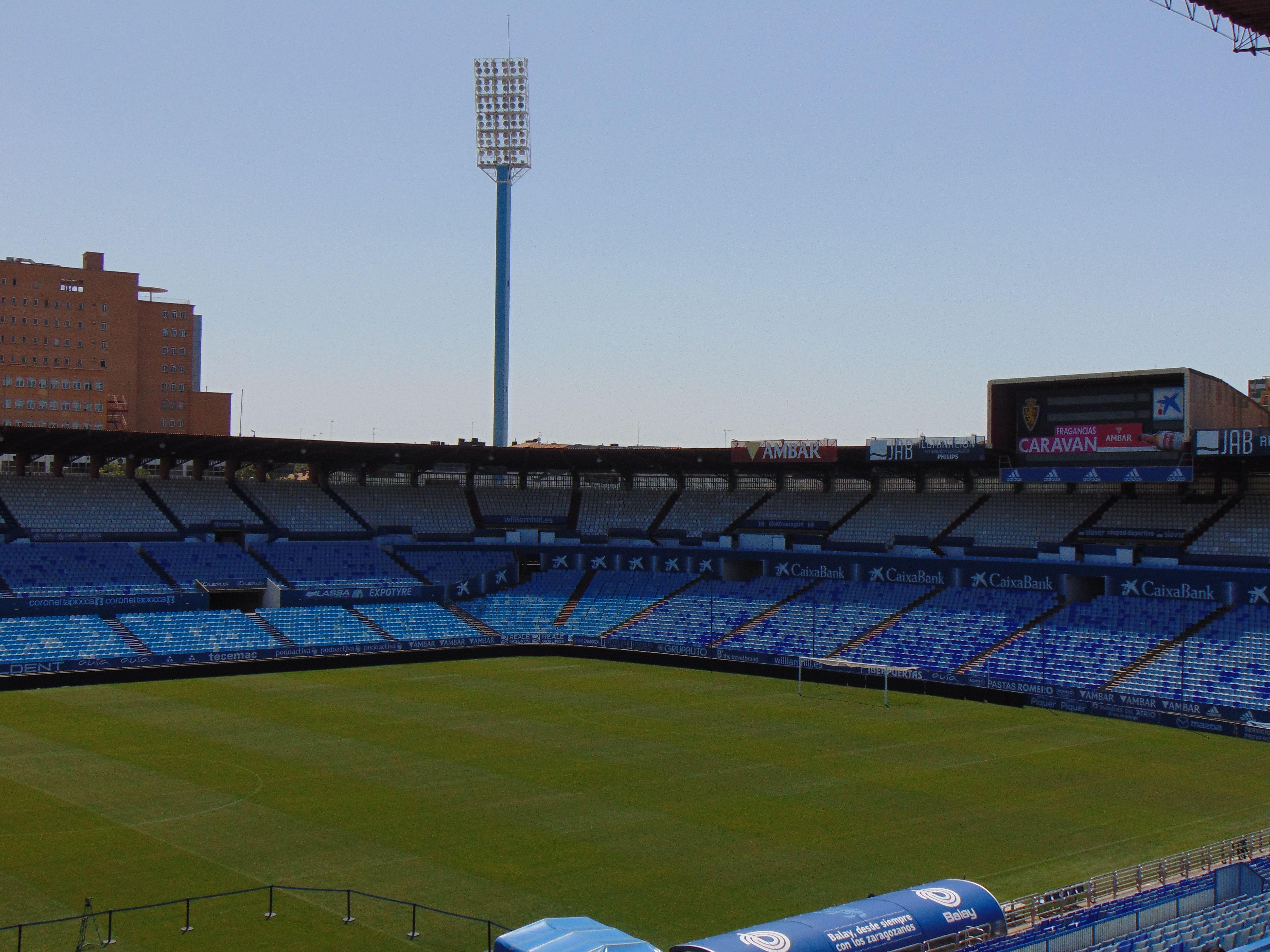
Estádio de La Romareda em Saragoça.

No futebol, historicamente o clube de futebol mais bem-sucedido de Aragão é o Real Zaragoza. O clube foi fundado em 1932 e passou 58 temporadas na la Liga, jogando no atual estádio, La Romareda, desde 1957. O Real Zaragoza conquistou seis títulos da Copa del Rey de 1964 a 2004. e foram os vencedores da Copa da Europa de 1995. 'Também e xistem muitos clubes menores na região, como o CD Teruel.
Atualmente, SD Huesca é o melhor time de Aragão. No ano de 2017/2018, a equipe jogava na La Liga (Primeira Divisão de Futebol), essa conquista foi alcançada pela primeira vez na história do clube.
O esqui é popular no norte dos Pirenéus, em Aragão, em resorts como Formigal e Candanchú. A cidade aragonesa de Jaca, nos Pirenéus, já se candidatou a sediar os Jogos Olímpicos de Inverno de 2002 a 2014.

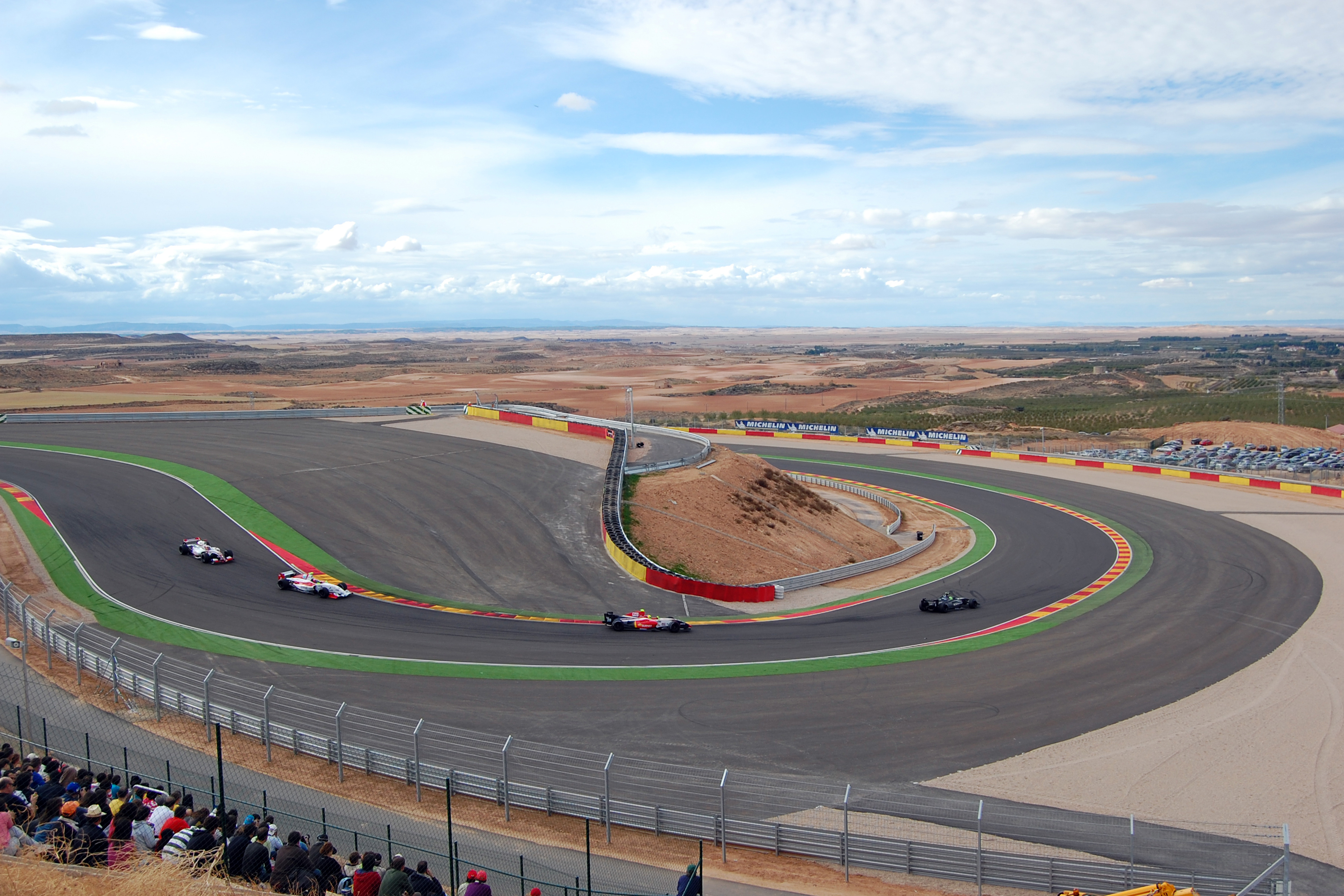
Motorland Aragón em Alcañiz.

A Cidade do Motor de Aragão, também conhecida como Motorland Aragón, é um circuito de automobilismo localizado perto de Alcañiz, em Aragão. É o lar do Grande Prêmio de Aragão de Motovelocidade da MotoGP disputado desde o ano de 2010.

## Províncias
- Província de Huesca
- Província de Saragoça
- Província de Teruel